# Andrej Plenković
Andrej Plenković, hrvaški politik, * 8. april 1970, Zagreb, Hrvaška. 
Od leta 2016 je predsednik hrvaške vlade. Pred tem je bil eden od enajstih hrvaških poslancev v Evropskem parlamentu, od vstopa Hrvaške v Evropsko unijo leta 2013 pa do odstopa z mesta evropskega poslanca, ko je prevzel funkcijo predsednika vlade. Plenković je od leta 2016 tudi predsednik Hrvaške demokratske skupnosti. 
Po diplomi na Pravni fakulteti Univerze v Zagrebu leta 1993 je Plenković opravljal različne birokratske funkcije na hrvaškem ministrstvu za zunanje in evropske zadeve. Po podiplomskem študiju leta 2002 (magister mednarodnega prava) je bil namestnik vodje hrvaškega poslanstva pri Evropski uniji. Med letoma 2005 in 2010 je bil namestnik hrvaškega veleposlanika v Franciji, preden je zapustil položaj in postal državni sekretar za evropske integracije. Kasneje je bil leta 2011 izvoljen v hrvaški parlament. 
Po odstopu Tomislava Karamarka je bil leta 2016 izvoljen za predsednika HDZ. Plenković je vodil kampanjo na proevropskem in zmernem dnevnem redu in svojo stranko na parlamentarnih volitvah leta 2016 pripeljal do pluralnih mest. Za hrvaškega premierja ga je 10. oktobra 2016 imenovala predsednica Kolinda Grabar-Kitarović, potem ko ji je predstavila 91 podpisov podpore poslancev. Njegov kabinet je bil potrjen z glasovanjem v parlamentu 19. oktobra z večino 91 od 151 poslancev. Njegov prvi kabinet je imel 20 ministrov, drugi kabinet pa 16 ministrov. Je eden od le dveh hrvaških premierjev (skupaj z Ivom Sanaderjem), ki sta odslužila več kot en mandat in zmagala na splošnih volitvah v letih 2016 in 2020. Skupaj z Ivico Račanom in Sanaderjem je tudi eden od treh premierjev, ki so je bil na čelu več vladnih kabinetov. 

## Mladost
Rodil se je 8. aprila 1970 v hrvaškem glavnem mestu Zagrebu. Njegov oče Mario Plenković (1947-2022) je bil univerzitetni profesor informatike, mdr. na Alma Mater Europaea v Mariboru ter od 2014 tudi član Evropske akademije znanosti in umetnosti (EASA) v Salzburgu, mama Vjekoslava Raos-Plenković pa kardiologinja. Po opravljeni osnovni in srednji šoli se je vpisal na zagrebško pravno fakulteto. Z disertacijo "Institucija Evropske skupnosti in postopek odločanja" je na oddelku za mednarodno javno pravo diplomiral leta 1993. Njegova mentorica je bila pri Nina Vajić, nekdanja sodnica Evropskega sodišča za človekove pravice v Strasbourgu. Že v času študija je Plenković deloval kot prostovoljni prevajalec v opazovalni misiji Evropske unije na Hrvaškem med letoma 1991 in 1992, aktivno je sodeloval tudi v združenju študentov evropskega prava. Sodeloval je na številnih konferencah v Evropi in v Ameriki, leta 1992 je deloval v londonski odvetniški pisarni Stephenson Harwood, po tem pa opravljal pripravništvo v Evropski ljudski stranki v Evropskem parlamentu (v okviru fundacije Robert Schumann). Leta 1993 in 1994 je sodeloval na veleposlaništvu Republike Hrvaške pri Evropski uniji v Bruslju.
Na ministrstvu za zunanje zadeve je končal diplomatsko izobraževanje in leta 1992 opravil posvetovalni izpit na diplomatski akademiji. Odvetniško izobrazbo dokončal leta 2002. Istega leta je na Pravni fakulteti Univerze v Zagrebu magistriral mednarodnega javnega in zasebnega prava in pridobil naziv magistra znanosti.

## Diplomacija
Med letoma 1994 in 2002 je aktivno sodeloval s hrvaškim ministrstvom za zunanje zadeve. Med drugim je bil vodja oddelka za evropsko integracijo, svetovalec ministra za evropske zadeve, član pogajalske skupine za stabilizacijsko-pridružitveni sporazum med Republiko Hrvaško in Evropsko unijo ipd. Leta 2002 postane namestnik vodje hrvaškega veleposlaništva pri Evropski uniji v Bruslju, kjer je bil odgovoren za usklajevanje političnih dejavnosti ambasade in pripravo hrvaške prošnje za članstvo v EU. Od leta 2005 do 2010 je bil namestnik veleposlanika Republike Hrvaške v Parizu. Aprila 2010 postane državni sekretar za evropsko integracijo v vladi Jadranke Kosor. Vidno vlogo odigra v referendumski kampanji o pristopu k Evropski uniji.

## Politika
Plenković je vstopil v stanko HDZ leta 2011 ter bil na njeni listi izvoljen za poslanca v Sabor. V času mandata poslanca je bil vključen predvsem v odbore, vezane na vstop in sodelovanje z Evropsko unijo. Mandat poslanca Sabora mu je prenehal 1. julija 2013, ko je bil ob vstopu Hrvaške v EU izvoljen za evropskega poslanca. 

### Predsednik vlade Hrvaške
Leta 2016 je po odstopu Tomislava Karamarka prevzel vodenje stranke in na volitvah istega leta zmagal in postal predsednik Vlade Republike Hrvaške. Njegova vlada je prejela podporo poslancev iz Koalicija HDZ-HSLS-HDS, Most neodvisnih list, Bandić Milan 365, HSS, HDSSB, SDSS in 5 predstavnikov drugih narodnih manjšin. Plenković je svoj vladno ekipo predstavil kot "vlado, ki zna doseči spremembe", med prednostnimi nalogami mandata pa izpostavil socialni dialog, spodbujanje gospodarske rasti in davčno reformo.
Plenković je 27. aprila 2017 razrešil tri ministre svoje vlade, predstavnike Mosta neodvisnih list, ker niso želeli podpreti glasovanja o zaupnici finančnemu ministru Zdravku Mariću, ki mu je Most očital zamolčanje nekaterih informacij v zvezi s trajajočo krizo, v katero je vpleteno eno največjih hrvaških podjetij Agrokor, kjer je Marić delal nekaj let pred tem. Most namreč meni, da je Marić vedel za nepravilnosti, ki so se dogajale pri plačilu Agrokorja dobaviteljem, in se je zaradi zaščite podjetja, v katerem je nekoč delal, odločil, da teh podatkov ne bo razkril. 28. aprila je s položaja odstopil zadnji preostali minister iz Mosta, minister za javno upravo Ivan Kovačić, Most pa je napovedal izstop iz vladajoče koalicije. HDZ je začela zbirati podpise poslancev za izglasovanje nezaupnice predsedniku Sabora Božu Petrovu, ki je bil takrat tudi predsednik Mosta. HDZ je ob tem napovedala, da bo skušala sestaviti novo vladajočo večino brez stranke Most. Ker se je Most odločil, da umakne svojo poslansko podporo Plenkovićevi vladi, je Božo Petrov 5. maja odstopil z mesta predsednika Sabora, nasledil ga je Gordan Jandroković iz HDZ. 
Brez podpore Mosta je vlada, v kateri prevladuje HDZ, ostala brez jasne parlamentarne večine, si čimer se je povečala možnost ponovnih predčasnih parlamentarnih volitev, tretjih v 18 mesecih. Vendar se je vladna kriza dokončno rešila 9. junija 2017, ko je 5 od 9 poslancev Hrvaške ljudske stranke (HNS) privolilo v koalicijo s HDZ, ostali štirje poslanci (med njimi Vesna Pusić in Anka Mrak Taritaš) so se odločil zapustiti HNS in ustanoviti novo politično stranko z imenom Državljansko liberalno zavezništvo (GLAS). Plenkovićeva vlada je doživela rekonstrukcijo, HNS pa je dobila resorja znanosti in izobraževanja ter gradbeništva in prostorskega načrtovanja.
Plenković je hrvaško vlado vodil tudi v polletnem predsedovanju Hrvaške Svetu Evropske unije, v prvi polovici leta 2020. Na parlamentarnih volitvah leta 2020 je s stranko HDZ dosegel zmago. Prejeli so 37.26 odstotkov glasov oz. 66 poslanskih mest v Saboru.
Komentatorji Plenkovićeva politična stališča večinoma opisujejo kot proevropska in zmerna, njegovo izvolitev pa kot izjemo v takratnem evroskeptičnem trendu v Evropi. Nekateri opazovalci so njegova stališča opisali kot zmerno konservativna ali preprosto konservativna.Plenković je svojo politiko opisal kot "brez skrajnosti in populizma", svoja politična stališča pa kot desnosredinska.

## Zasebno življenje
Plenković je v zakonu z odvetnico Ano Maslać, s katero ima sina Maria in hči Milo.
Tekoče govori hrvaško, angleško, francosko in italijansko, pasivno pa tudi nemško.
Andrejev oče Mario Plenković je umrl 20. februarja 2022. Živel je predvsem v Sloveniji, pa tudi v Zagrebu. Delal je kot univerzitetni profesor na Univerzi v Mariboru in na Alma Mater Europaea, kjer je bil vodja doktorskega študijskega programa za strateško komunikacijo. Bil je redni profesor informacijskih znanosti v Zagrebu, od leta 2014 pa je bil član Evropske akademije znanosti in umetnosti.

## Sklic
1. ↑  Brockhaus Enzyklopädie
2. ↑  Munzinger Personen
3. ↑  »Tko je Andrej Plenković? Na studiju prava je pokazao da puca visoko«. www.vecernji.hr (v hrvaščini). Pridobljeno 31. oktobra 2019.
4. ↑  »Hrvatski sabor - Andrej Plenković«. www.sabor.hr. Arhivirano iz prvotnega spletišča dne 23. februarja 2014. Pridobljeno 29. novembra 2017.
5. ↑  »Andrej Plenković, životopis« (v hrvaščini). 8. april 2013. Arhivirano iz prvotnega spletišča dne 7. avgusta 2013. Pridobljeno 1. avgusta 2013.
6. ↑  »U Saboru izglasana Vlada, Orešković Plenkoviću predao vlast«. N1. 19. oktober 2016. Arhivirano iz prvotnega spletišča dne 6. oktobra 2019. Pridobljeno 9. junija 2023.
7. ↑  »Croatia parliament approves new conservative-led cabinet«. Reuters. 19. oktober 2016.
8. ↑  »HDZ po delnih izidih prepričljivo dobil volitve na Hrvaškem«. RTVSLO.si. Pridobljeno 12. julija 2020.
9. ↑  »Croatia's conservative HDZ win tight election«. BBC News. 12. september 2016. Pridobljeno 9. januarja 2019.
10. 1 2  »Croatia's conservatives reject rightwing populism with new leader«. Financial Times. 18. julij 2016.
11. ↑  »Croatian conservative leader Plenkovic becomes PM-designate«. Associated Press. 10. oktober 2016.
12. ↑  »Angela Merkel-style conservatism: Does it have a future?«. Deutsche Welle. 7. junij 2018.
13. ↑  Blanuša, Nebojša (Julij 2018). »Trauma and Taboo: Forbidden Political Questions in Croatia«. Politička Misao: Časopis za Politologiju. 54 (1–2): 170–196.
14. ↑  »Thousands of right-wing nationalists protest in Croatia«. Associated Press. 13. oktober 2018. Pridobljeno 16. aprila 2019.
15. ↑  »Croatia Top Court Rejects Abortion Ban Demand -«. Freedom of Research. Pridobljeno 16. aprila 2019.
16. ↑  »TV dvoboj Plenkovića i Milanovića - evo što su poručili građanima«. Vecernji list. 12. avgust 2016.
17. ↑  Stojić, Marko (2017). »Serbia, Croatia and the European Union«. Party Responses to the EU in the Western Balkans. Global Political Transitions. ISBN 978-3-319-59563-4.
18. ↑  »Jutarnji list - BEBA STIŽE U VELJAČI, A VEĆ SE PRIČA I KOJEG ĆE SPOLA BITI Iako samozatajna, Plenkovićeva supruga Ana ipak nije mogla sakriti trudnički trbuščić...«. www.jutarnji.hr (v hrvaščini). 4. november 2016. Pridobljeno 20. februarja 2022.
19. ↑  »Andrej Plenković«. www.andrejplenkovic.com. Pridobljeno 31. oktobra 2019.
20. ↑  »Umrl oče hrvaškega premierja Plenkovića«. rtvslo.si. Pridobljeno 9. junija 2023.
21. ↑  »- Alma Mater Europaea«. www.almamater.si (v angleščini). Pridobljeno 20. februarja 2022.